# هفدهمین دوره جوایز بفتا
 هفدهمین دوره جوایز بفتا (به انگلیسی: 17st British Academy Film Awards) در سال ۱۹۶۴ به افتخار فیلم ۱۹۶۳ در لندن برگزار شد . 

## جوایز و نامزدها
| ۱۹۶۳ 17th                    |                         |                                 |
| بهترین بازیگر مرد بریتانیایی |                         |                                 |
| دیرک بوگارد                  | The Servant             | Hugo Barrett                    |
| تام کورتنی                   | Billy Liar              | William Terrence 'Billy' Fisher |
| آلبرت فینی                   | Tom Jones               | Tom Jones                       |
| هیو گریفیت                   | Tom Jones               | Squire Western                  |
| ریچارد هریس                  | این زندگی ورزشی         | Frank Machin                    |
| بهترین بازیگر مرد خارجی      |                         |                                 |
| مارچلو ماسترویانی            | طلاق به سبک ایتالیایی   | Ferdinando Cefalù               |
| فرانکو چیتی                  | آکاتونه                 | Vittorio "Accattone" Cataldi    |
| هوارد داسیلوا                | دیوید و لیزا            | Dr. Swinford                    |
| جک لمون                      | روزگار شراب و گل‌های سرخ | Joe Clay                        |
| پل نیومن                     | هاد                     | Hud Bannon                      |
| گریگوری پک                   | کشتن مرغ مقلد           | Atticus Finch                   |

- بهترین بازیگر نقش اول زن خارجی  پاتریشیا نئال
- بهترین بازیگر نقش اول زن بریتانیا  ریچل رابرتس
- بهترین فیلم تام جونز
- بهترین فیلم بریتانیا تام جونز
- بهترین فیلم بریتانیا تام جونز